# 루이 앙투안 드 부갱빌

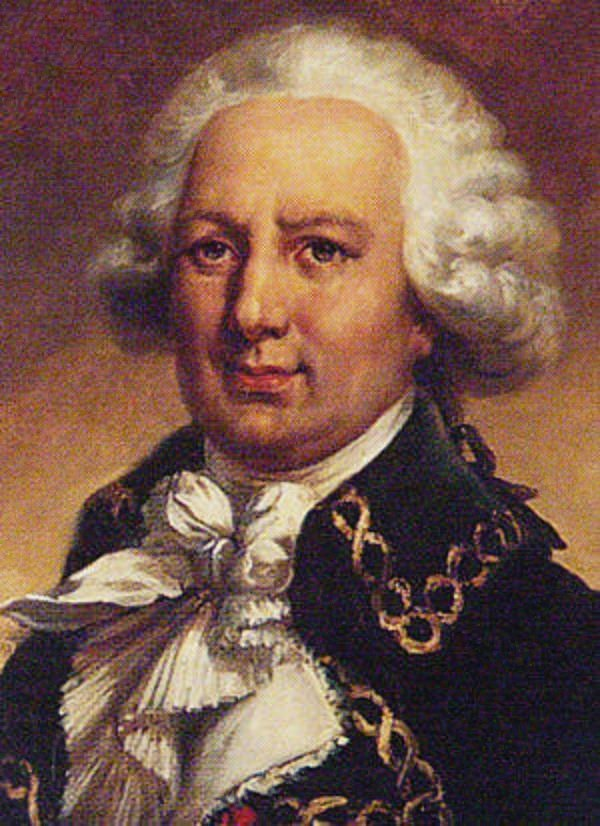

루이 앙투안 드 부갱빌(프랑스어: Louis Antoine de Bougainville, 1729년 11월 12일~1811년 8월 31일)은 프랑스의 제독 겸 탐험가이다. 영국의 탐험가 제임스 쿡과 동시대의 인물로, 북아메리카의 7년 전쟁과 미국 독립 전쟁에도 참여하였다. 나중에 지구 일주 등의 과학 탐사에 참여하여 포클랜드 제도에 처음으로 정착지를 만들고, 태평양을 항해하는 등의 탐험으로 명성을 얻었다. 파푸아뉴기니의 부건빌섬은 그의 이름을 따서 지어졌다.